# Żelazna (Opole)
Pour les articles homonymes, voir Żelazna.
Żelazna est une localité polonaise du gmina de Dąbrowa dans la voïvodie et le powiat d'Opole.